# Giorno dell'indipendenza della Somalia
La giornata dell'indipendenza della Somalia (in somalo fasaxa dadweynaha) è una festa nazionale osservata ogni anno in Somalia.
Si celebra il 1º luglio e commemora l'unione del territorio della Somalia italiana e dello stato del Somaliland ex britannico nel 1960.
Primo presidente  della Somalia unita e figura chiave di questo periodo storico della Somalia stessa  fu il politico  Aden Abdulla Osman e il partito della Lega dei Giovani Somali che ebbe un ruolo fondamentale nella lotta per l'indipendenza e per l'unione somala.
Successivamente è stato costituito un governo da Abdullahi Issa e da Muhammad Haji Ibrahim Egal: il 20 luglio 1961 e attraverso un referendum popolare, il popolo della Somalia ha ratificato una nuova costituzione, originaria del 1960.